# Biomekanik
Biomekanik är dels ett naturvetenskapligt och dels ett teaterteoretiskt begrepp.

## Biomekanik i naturvetenskap
Biomekanik studerar och analyserar mekaniska problem i organiska (biologiska) system. Utgångspunkt för dessa analyser är mekaniska lagar, som används för att studera vilken inverkan krafter har på levande vävnad. En definition av begreppet kan vara ”applicerandet av mekaniska principer i studier av levande organismer”. Problemställningar som omfattas av biomekaniken spänner från försök på astronauter i tyngdlöst tillstånd, forskning på patienter med olika rörelsehandikapp och studier av djurarters rörelsemönster till analyser av vilka teknikvariationer som är de mest gynnsamma i olika idrotter.
Aristoteles skrev den första boken inom ämnet, De Motu Animalium (på svenska Djurens rörelser). Han såg ej bara djurens kroppar som mekaniska system, utan ställde också frågor om de fysiologiska skillnaderna mellan att teoretiskt beskriva utförandet av en rörelse och det att faktiskt göra det. Denna angreppsvinkel är central inom biomekaniken.
I Sverige var professor Ingvar Fredricson (far till ridsportprofilerna Jens Fredricson och Peder Fredricson) pionjär inom området då han på 1960-talet började driva modern biomekanisk forskning på häst.

## Biomekanisk teaterteori
Under första delen av 1900-talet utvecklades i anslutning till naturvetenskapen och konstruktivismen av den ryske teaterteoretikern Vsevolod Meyerhold en teaterteori, som han kallade Biomekanisk teater. Metoden bygger på en fördjupad vetenskaplig syn på den mänskliga kroppen som en "maskin" och innebär en stiliserad och fysiskt inriktad form av teater med särskilda skådespelarövningar etc. 
I Sverige har den fria teatergruppen Teater Schahrazad praktiserat teaterformen och utpräglat redovisat i den uppmärksammade uppsättningen Dr Dapertutto (1981 och 1984) i Stockholm.